# Việt Nam tại Đại hội Thể thao châu Á 2010
Việt Nam tham dự Đại hội Thể thao châu Á 2010 tại Quảng Châu, CHND Trung Hoa với 260 vận động viên, tranh tài 27 trên 42 môn thể thao, với mục tiêu giành từ 4-6 huy chương vàng, đứng trong nhóm 20 đầu bảng xếp hạng.

## Huy chương
| Huy chương | Tên | Môn             | Chi tiết                                   | Ngày        |
| ---------- | --- | --------------- | ------------------------------------------ | ----------- |
| Vàng       | Lê Bích Phương | Karate          | Nữ hạng dưới 55 kg                         | 25 tháng 11 |
| Bạc        | Hà Minh Thành | Bắn súng        | Nam 25 mét súng ngắn ổ quay bắn nhanh      | 15 tháng 11 |
| Bạc        | Cù Thị Thanh Tú Đặng Hồng Hà Nguyễn Thị Thu Hằng | Bắn súng        | Đồng đội nữ 10 mét súng trường hơi di động | 15 tháng 11 |
| Bạc        | Nguyễn Thanh Tùng | Wushu           | Thái cực quyền nam                         | 16 tháng 11 |
| Bạc        | Nguyễn Thị Bích | Wushu           | Tán thủ nữ 52kg                            | 17 tháng 11 |
| Bạc        | Phan Văn Hậu | Wushu           | Tán thủ nam 56kg                           | 17 tháng 11 |
| Bạc        | Nguyễn Văn Tuấn | Wushu           | Tán thủ nam 65kg                           | 17 tháng 11 |
| Bạc        | Lê Quang Liêm | Cờ vua          | Cá nhân nam                                | 16 tháng 11 |
| Bạc        | Vũ Thị Hương | Điền kinh       | Women's 200m                               | 25 November |
| Bạc        | Trương Thanh Hằng | Điền kinh       | 800m nữ                                    | 25 tháng 11 |
| Bạc        | Trương Thanh Hằng | Điền kinh       | 1500m nữ                                   | 23 tháng 11 |
| Bạc        | Vũ Thị Nguyệt Ánh | Karate          | Nữ hạng dưới 50 kg                         | 25 tháng 11 |
| Bạc        | Phạm Thị Hải Đặng Thị Thắm Nguyễn Thị Hữu Trần Thị Sâm | Đua thuyền      | 4 người nữ                                 | 19 tháng 11 |
| Bạc        | Phạm Thị Thảo Phạm Thị Huệ | Đua thuyền      | Đôi nữ                                     | 18 tháng 11 |
| Bạc        | Lại Thị Huyền Trang Lưu Thị Thanh Nguyễn Thị Bích Thủy Nguyễn Thịnh Thu Ba Nguyễn Hải Thảo | Cầu mây         | Đồng đội nữ                                | 24 tháng 11 |
| Bạc        | Nguyễn Thị Hoài Thu | Taekwondo       | Nữ hạng dưới 53kg                          | 18 tháng 11 |
| Bạc        | Nguyễn Thị Lụa | Đấu vật         | Nữ hạng 48 kg                              | 25 tháng 11 |
| Bạc        | Nguyễn Thành Bảo | Cờ tướng        | Cá nhân nam                                | 19 tháng 11 |
| Đồng       | Hà Minh Thành Phạm Anh Đạt Bùi Quang Nam | Bắn súng        | Men's 25m Rapid Fire Pistol Team           | 15 tháng 11 |
| Đồng       | Phạm Quốc Khánh | Wushu           | phối hợp Nam quyền và Nam côn toàn năng    | 15 tháng 11 |
| Đồng       | Nguyễn Mạnh Quyền | Wushu           | Nam đao thuật và côn thuật                 | 14 tháng 11 |
| Đồng       | Nguyễn Minh Thông | Wushu           | Tán thủ nam 60kg                           | 17 tháng 11 |
| Đồng       | Vương Đình Khánh | Wushu           | Tán thủ nam 70kg                           | 17 tháng 11 |
| Đồng       | Lý Thế Vinh | Billard-snooker | Carom ba băng đơn nam                      | 14 tháng 11 |
| Đồng       | Dương Anh Vũ | Billard-snooker | Carom ba băng đơn nam                      | 14 tháng 11 |
| Đồng       | Vũ Thị Hương | Điền kinh       | 100m nữ                                    | 22 tháng 11 |
| Đồng       | Vũ Văn Huyện | Điền kinh       | Phối hợp nam                               | 25 tháng 11 |
| Đồng       | Hoàng Thị Bảo Trâm Phạm Lê Thảo Nguyên Nguyễn Thị Thanh An Nguyễn Thị Mai Hưng Nguyễn Thị Tường Vân | Cờ vua          | Đồng đội nữ                                | 26 tháng 11 |
| Đồng       | Trần Minh Đức | Karate          | Nam hạng dưới 60 kg                        | 25 tháng 11 |
| Đồng       | Lại Thị Huyền Trang Đinh Thị Thúy Hằng Lưu Thị Thanh Nguyễn Thị Thúy An Nguyễn Thị Hạnh Ngân Nguyễn Thị Bích Thủy Nguyễn Thịnh Thu Ba Nguyễn Hải Thảo Lê Thị Hạnh Nguyễn Thị Dung Trương Thị Vân Nguyễn Bạch Vân | Cầu mây         | Đồng đội nữ                                | 19 tháng 11 |
| Đồng       | Vũ Thị Hậu | Taekwondo       | Nữ hạng dưới 49kg                          | 17 tháng 11 |
| Đồng       | Dương Thanh Tâm | Taekwondo       | Nam hạng dưới 74kg                         | 17 tháng 11 |
| Đồng       | Nguyễn Trọng Cương | Taekwondo       | Nam hạng dưới 87kg                         | 17 tháng 11 |

## Cờ

### Cờ vua
Kỳ thủ Lê Quang Liêm ngày 16/11 giành huy chương bạc đầu tiên cho môn cờ vua với 7,5 điểm, bằng điểm với kỳ thủ người Uzbekistan Rustam Kasimdzhanov nhưng thua về kết quả đối đầu.

### Cờ tướng
Đội tuyển cờ tướng Việt Nam tham gia thi đấu trong đại hội với ba kỳ thủ Nguyễn Thành Bảo, Lại Lý Huynh, và Ngô Lan Hương (Nữ). Kết quả: Nguyễn Thành Bảo giành huy chương bạc, Lại Lý Huynh hạng 5 giải cá nhân Nam. Ngô Lan Hương hạng 4 giải cá nhân Nữ.

## Karate
Lê Bích Phương giành huy chương vàng đầu tiên cho Việt Nam, ngày 25/11/2010 môn karate hạng dưới 55 kg.

## Taekwondo
17/11, Dương Thanh Tâm đoạt huy chương đồng hạng cân dưới 74 kg nam, Nguyễn Trọng Cường giành huy chương đồng hạng cân dưới 87 kg nam
18/11, Nguyễn Thị Hoài Thu giành huy chương bạc sau trận đấu với Sarita Phongsri của Thái Lan.

## Wushu
Wushu là môn thi đấu đầu tiên mang về huy chương (huy chương đồng) cho đoàn Việt Nam với thành tích kết hợp hai môn đao thuật 9,69 điểm và côn thuật 9,69 điểm của Nguyễn Mạnh Quyền sáng và chiều 14/11/2010. Tổng cộng Quyền giành 19,38 điểm, sau huy chương vàng 19,61 điểm của Jia Rui người Ma Cao và huy chương bạc 19,42 điểm của Hàn Quốc.
Chiều 16/11, Nguyễn Thanh Tùng giành huy chương bạc đầu tiên của môn Wushu và là huy chương bạc thứ ba của đoàn Việt Nam với hai bài Thái cực kiếm điểm 8,67 và 9,65, tổng 18,32, xếp sau Wu Yanan của Trung Quốc (19,8).
17/11, Nguyễn Văn Tuấn, Phan Văn Hậu và Nguyễn Thị Bích cùng giành huy chương bạc tán thủ